# 王琮 (北宋)
王琮（?—?），字宗玉，一字中玉，钱塘（今浙江杭州）人，中国北宋时诗人。

## 生平
王琮积学敦行，以孝友称于乡里。宋徽宗时登进士第。宣和年间，任大宗正丞，提举永兴军路常平。靖康初年担任左司郎中，历任监永嘉酒税。历官两浙路、江南东路转运副使，直龙图阁，因病奉祠。宋高宗绍兴年间，避难到括苍（今浙江丽水）。《宋诗纪要·卷七二》即以他为括苍人。
今存《雅林小稿》一卷。其诗多写景赠答之作，题材拘束，写景琐细，《题多景楼》为其代表诗作。有《汲古阁景钞南宋六十家小集》、《两宋名贤小集》本。